# Rodrigo Erramuspe
Rodrigo Nahuel Erramuspe (Mar del Plata, Provincia de Buenos Aires, Argentina; 3 de mayo de 1990) es un futbolista argentino. Juega como marcador central, aunque también puede desempeñarse como lateral por derecha, y su primer equipo fue Lanús. Actualmente milita en Iraklis de la Segunda Superliga de Grecia.

## Trayectoria
Empezó su carrera en Lanús en 2009, disputando la Copa Sudamericana 2009 y Copa Libertadores 2010. Jugó al lado de Guido Pizarro, Eduardo Salvio y Mauro Camoranesi.
En julio de 2011 fue traspasado a Unión de Santa Fe, disputando la mayoría de los partidos como titular en la posición de lateral derecho y de vez en cuando como defensor central. Marcó 5 goles en el equipo de la avenida convirtiéndose en pieza fundamental de la defensa tatengue.
Finalizado el préstamo, volvió a Lanús de cara a la temporada temporada 2012/2013. El 18 de octubre de 2012 se incorporó a préstamo al Huracán tras la lesión de Walter Ferrero. Luego de su paso por Atlético Rafaela, regresó al Globo y quedó en la historia del club al lograr en un mismo semestre el ascenso a Primera División y la obtención de la Copa Argentina, rompiendo así una racha de 41 años sin títulos para la institución de Parque Patricios.
En enero de 2015 viajó a Ecuador para formar parte de Liga de Quito por pedido del técnico Luis Zubeldia, equipo en el cual apenas jugó un partido.
En la segunda mitad del año 2015, volvió a Lanús para formar parte del plantel el resto de la temporada.
En junio de 2016 se vinculó a Lanús, procedente de Tigre de Argentina, sin embargo, no jugó ni un solo partido con el equipo granate.
A pesar de tener contrato con Unión de Santa Fe, firmó por Independiente Medellín de Colombia, club el cual pagó su cláusula de rescisión.
En enero de 2018 finalmente llegó a Nacional de Uruguay, en diciembre de ese mismo año su vínculo contractual con el "Bolso" no fue renovado.

## Estadísticas
- Actualizado al 22 de mayo de 2025

| Club                       | Div.                | Temporada           | Liga | Liga | Copa Nacional | Copa Nacional | Copa Internacional | Copa Internacional | Total | Total |
| Club                       | Div.                | Temporada           | PJ   | G    | PJ            | G             | PJ                 | G                  | PJ    | G     |
| -------------------------- | ------------------- | ------------------- | ---- | ---- | ------------- | ------------- | ------------------ | ------------------ | ----- | ----- |
| Lanús Argentina            | 1.ª                 | 2008/09             | 1    | 0    | -             | -             | -                  | -                  | 1     | 0     |
| Lanús Argentina            | 1.ª                 | 2009/10             | 12   | 0    | -             | -             | 6                  | 0                  | 18    | 0     |
| Lanús Argentina            | 1.ª                 | 2010/11             | 17   | 0    | -             | -             | -                  | -                  | 17    | 0     |
| Lanús Argentina            | 1.ª                 | 2012/13             | 1    | 0    | -             | -             | -                  | -                  | 1     | 0     |
| Lanús Argentina            | 1.ª                 | 2015                | 2    | 0    | -             | -             | -                  | -                  | 2     | 0     |
| Lanús Argentina            | 1.ª                 | 2016/17             | 0    | 0    | 1             | 0             | -                  | -                  | 1     | 0     |
| Lanús Argentina            | Total               | Total               | 33   | 0    | 1             | 0             | 6                  | 0                  | 40    | 0     |
| Unión Argentina            | 1.ª                 | 2011/12             | 34   | 5    | 0             | 0             | -                  | -                  | 34    | 5     |
| Unión Argentina            | 1.ª                 | 2016/17             | 12   | 1    | 1             | 0             | -                  | -                  | 13    | 1     |
| Unión Argentina            | Total               | Total               | 46   | 6    | 1             | 0             | -                  | -                  | 47    | 6     |
| Huracán Argentina          | 2.ª                 | 2012/13             | 25   | 1    | 2             | 1             | -                  | -                  | 27    | 2     |
| Huracán Argentina          | 2.ª                 | 2014                | 19   | 2    | 5             | 0             | -                  | -                  | 24    | 2     |
| Huracán Argentina          | Total               | Total               | 44   | 3    | 7             | 1             | -                  | -                  | 51    | 4     |
| Atlético Rafaela Argentina | 1.ª                 | 2013/14             | 34   | 1    | 0             | 0             | -                  | -                  | 34    | 1     |
| Atlético Rafaela Argentina | Total               | Total               | 34   | 1    | 0             | 0             | -                  | -                  | 34    | 1     |
| Liga de Quito · Ecuador    | 1.ª                 | 2015                | 1    | 0    | -             | -             | -                  | -                  | 1     | 0     |
| Liga de Quito · Ecuador    | Total               | Total               | 1    | 0    | -             | -             | -                  | -                  | 1     | 0     |
| Tigre Argentina            | 1.ª                 | 2016                | 12   | 0    | 1             | 0             | -                  | -                  | 13    | 0     |
| Tigre Argentina            | Total               | Total               | 12   | 0    | 1             | 0             | -                  | -                  | 13    | 0     |
| DIM · Colombia             | 1.ª                 | 2017                | 13   | 3    | 6             | 1             | -                  | -                  | 19    | 4     |
| DIM · Colombia             | Total               | Total               | 13   | 3    | 6             | 1             | -                  | -                  | 19    | 4     |
| Nacional · Uruguay         | 1.ª                 | 2018                | 25   | 3    | -             | -             | 4                  | 0                  | 29    | 3     |
| Nacional · Uruguay         | Total               | Total               | 25   | 3    | -             | -             | 4                  | 0                  | 29    | 3     |
| Blooming · Bolivia         | 1.ª                 | 2019                | 16   | 2    | -             | -             | -                  | -                  | 16    | 2     |
| Blooming · Bolivia         | Total               | Total               | 16   | 2    | -             | -             | -                  | -                  | 16    | 2     |
| Belgrano Argentina         | 2.ª                 | 2019/20             | 16   | 1    | 1             | 0             | -                  | -                  | 17    | 1     |
| Belgrano Argentina         | Total               | Total               | 16   | 1    | 1             | 0             | -                  | -                  | 17    | 1     |
| PAS Giannina · Grecia      | 1.ª                 | 2020/21             | 25   | 2    | 4             | 1             | -                  | -                  | 29    | 3     |
| PAS Giannina · Grecia      | 1.ª                 | 2021/22             | 33   | 6    | 0             | 0             | -                  | -                  | 33    | 6     |
| PAS Giannina · Grecia      | 1.ª                 | 2022/23             | 31   | 9    | 0             | 0             | -                  | -                  | 31    | 9     |
| PAS Giannina · Grecia      | 1.ª                 | 2023/24             | 26   | 4    | 1             | 1             | -                  | -                  | 27    | 5     |
| PAS Giannina · Grecia      | Total               | Total               | 115  | 21   | 5             | 2             | -                  | -                  | 120   | 23    |
| Levadiakos · Grecia        | 1.ª                 | 2024/25             | 16   | 1    | -             | -             | -                  | -                  | 16    | 1     |
| Levadiakos · Grecia        | Total               | Total               | 16   | 1    | -             | -             | -                  | -                  | 16    | 1     |
| Iraklis · Grecia           | 2.ª                 | 2025/26             | 0    | 0    | -             | -             | -                  | -                  | 0     | 0     |
| Iraklis · Grecia           | Total               | Total               | 0    | 0    | -             | -             | -                  | -                  | 0     | 0     |
| Total en su carrera        | Total en su carrera | Total en su carrera | 371  | 41   | 22            | 4             | 10                 | 0                  | 403   | 45    |

## Palmarés

### Campeonatos nacionales
| Título                | Club     | País      | Año  |
| --------------------- | -------- | --------- | ---- |
| Copa Argentina        | Huracán  | Argentina | 2014 |
| Copa del Bicentenario | Lanús    | Argentina | 2016 |
| Supercopa Argentina   | Lanús    | Argentina | 2017 |
| Torneo Intermedio     | Nacional | Uruguay   | 2018 |

### Otros logros
| Título                     | Club    | País      | Año  |
| -------------------------- | ------- | --------- | ---- |
| Ascenso a Primera División | Huracán | Argentina | 2014 |